# Estación de Reyes Católicos (Tranvía de Parla)
Reyes Católicos es una estación de la línea ML-4 de Metro Ligero de Madrid (Tranvía de Parla) situada en la calle homónima de Parla. Abrió al público el 6 de mayo de 2007.
Su tarifa corresponde a la zona B2 según el Consorcio Regional de Transportes.

## Accesos
- Reyes Católicos Calle Reyes Católicos, 37

## Líneas y conexiones

### Tranvía de Parla
| << cabecera | < estación                      | línea | estación > | cabecera >> |
| ----------- | ------------------------------- | ----- | ---------- | ----------- |
| circular    | Bulevar Sur-Miguel Ángel Blanco |       | Isabel II  | circular    |

### Autobuses
| Diurnos |                         |                                                 |                           |
| Línea   | Destino                 | Parada                                          | Operador                  |
| 461     | Madrid (Plaza Elíptica) | 19131 Av. Juan Carlos I - Fernando III El Santo | Avanza Movilidad Integral |